# کلاودیو مالدونادو
کلاودیو مالدونادو (اسپانیایی: Claudio Maldonado‎؛ زادهٔ ۳ ژانویهٔ ۱۹۸۰) بازیکن سابق و مربی فوتبال اهل شیلی است.
از باشگاه‌هایی که در آن بازی کرده‌است می‌توان به باشگاه فوتبال فنرباغچه، باشگاه فوتبال کورینتیانس، باشگاه فوتبال فلامینگو، باشگاه فوتبال سانتوس، باشگاه فوتبال سائو پائولو، باشگاه فوتبال کولو-کولو، و باشگاه ورزشی کروزیرو اشاره کرد.
وی همچنین در تیم‌های ملی فوتبال زیر ۱۷ سال شیلی، المپیک شیلی و شیلی بازی کرده‌است.
وی در مسابقات کشوری و بین‌المللی در مجموع برندهٔ ۱ مدال برنز شده‌است.